# 車掌小姐
車掌小姐，盛行於1990年代以前，是現在日漸式微的一種職業，目前僅日本、台灣等地仍有部份存在的職業制度。車掌小姐通常隨行於公共汽車或有軌電車，擔任服務乘客和剪票、抬行李等工作。

## 相關影視
- 富裕人生